# Iosif Matula
Iosuf Matula (n. 23 august 1958, Tămașda, România) este un inginer și politician român, membru al Parlamentului European din 2009, pe listele Partidului Democrat Liberal.

## Biografie
Iosif Matula s-a născut în Tămașda, județul Bihor și a făcut liceul la Colegiul Teoretic din Chișineu-Criș din 1973 până în 1977. Începând cu anul 1980 a lucrat ca muncitor și distribuitor la fabrica Dacia din Arad. Din 1980 până în 1985, a studiat la Facultatea de Tehnologie la Universitatea „Babeș-Bolyai” din Cluj-Napoca, primind diploma de inginer. Din 1985 până în 1991, a lucrat la o companie de preparare a lemnului din Oradea, la divizia din Salonta, la secția de laboratoare și producție. Din 1991 până în 2008, a fost profesor la Colegiul Teoretic din Chișineu-Criș. Totuși, Matula și-a continuat studiile, în particular studind fizică și chimie la Universitatea „Babeș-Bolyai” din 1997 până în 2001, obținând astfel licență pentru a preda aceste materii; câștigând un master în economie de la Universitatea Aurel Vlaicu din Arad, în 2007.
Iosif Matula a intrat în politică în 1999, devenind membru al Partidului Democrat, iar din anul 2005 este vicepreședinte al partidului, filiala Arad. Din 2000 până în 2004 a fost viceprimarul orașului Chișineu-Criș, iar în anul 2005  devine președintele Consiliului Județean Arad, funcție pe care a ocupat-o până în anul 2008. Din anul 2008 până în anul 2009 a deținut funcția de vicepreședinte al Consiliului Județean Arad. După o candidatură nereușită pentru Parlamentul European la alegerile din 2007, intră în campania electorală în ianuarie 2009, după plecarea Elenei Băsescu din partid, înlocuind-o pe aceasta pe lista electorală. În Parlamentul European, Matula se ocupă de dezvoltarea regională a județului.